# Dorud
Dorud (persiska: دورود) är en stad i provinsen Lorestan i västra Iran. Ordet Dorud betyder att två floder möter varandra: "Do" betyder två och "Rud" betyder flod. Folkmängden uppgår till cirka 120 000 invånare.